# Jerzy Duński
Jerzy Oldenburg (ur. 2 kwietnia 1653 w Kopenhadze, zm. 28 października 1708 w Kensington Palace w Londynie), książę Danii i Norwegii, książę Cumberland, od 1702 r. książę-małżonek Anglii i Szkocji, od 1707 r. książę-małżonek Wielkiej Brytanii. Młodszy syn króla Danii i Norwegii Fryderyka III i Zofii Amalii, córki Jerzego, księcia brunszwickiego na Lüneburgu. Młodszy brat króla Chrystiana V.

## Życiorys
Jerzy był wątłym i chorowitym dzieckiem, prawdopodobnie cierpiał na kiłę wrodzoną. W czasie polskiej elekcji 1674 roku jego kandydatura nie zdobyła większej popularności wśród szlachty. 28 lipca 1683 r. poślubił księżniczkę Annę, córkę angielskiego następcy tronu, księcia Yorku, późniejszego Jakuba II. 20 września Jerzy został naturalizowanym Anglikiem, 1 stycznia 1684 r. kawalerem Orderu Podwiązki. Jerzy i Anna tworzyli zgodne małżeństwo. Anna 18 razy zachodziła w ciążę, ale wczesne dzieciństwo przeżył tylko jeden syn, Wilhelm, książę Gloucester, który zmarł w wieku 11 lat.
Para książęca mieszkała w Londynie, w rezydencji zwanej „Cockpit” na obecnej Downing Street, stąd najbliższe otoczenie księstwa nazywano „Cockpit Circle”. Kiedy w 1688 r. szwagier Jerzego, książę Wilhelm III Orański, przybył do Anglii, aby obalić Jakuba II, Jerzy, wówczas nominalny dowódca regimentu Lorda Wielkiego Admirała, przeszedł 25 listopada na jego stronę. W 1689 r. został honorowym pułkownikiem 3 regimentu pieszego (3rd Regiment of Foot). 6 kwietnia 1689 r. Jerzy otrzymał tytuły księcia Cumberland, hrabiego Kendal i barona Wokingham.
Mimo tych godności stosunki między Wilhelmem a Jerzym nie były najlepsze. W 1685 r. Wilhelm odmówił uczestnictwa w koronacji Jakuba II, gdyż Jerzy zajmowałby zaszczytniejsze miejsce, jako książę krwi, niż elekcyjny stadhouder Republiki. Podczas chwalebnej rewolucji urazy te poszły na pewien czas w niepamięć, ale przez cały okres swoich rządów Wilhelm odsuwał szwagra od wpływu na politykę. Dopiero po śmierci Wilhelma w 1702 r. i wstąpieniu na tron Anny Jerzy mógł odegrać bardziej znaczącą rolę na angielskiej scenie politycznej.
W 1702 r. Jerzy został Lordem Wielkim Admirałem i lordem strażnikiem Pięciu Portów. Na tych stanowiskach dał się poznać jako zdolny administrator i dobry strateg. Jego działania nie cieszyły się jednak sympatią rządzącej partii wigów. Kiedy w 1708 r. Jerzy leżał na łożu śmierci, wigowie przygotowywali wniosek o jego dymisję i tylko dzięki staraniom królowej ten wniosek nie wszedł w życie.
Jerzy zmarł 28 października 1708 r. Jego śmierć była ciosem dla królowej, która nie zgodziła się przekazać zarządu nad Royal Navy komisji, ale nie była również w stanie podpisać dokumentów przygotowanych przez jej zmarłego męża.

## Rodzina
28 lipca 1683 r. w Royal Chapel w St. James’s Palace Jerzy poślubił Annę Stuart (6 lutego 1665 – 1 sierpnia 1714), późniejszą królową Wielkiej Brytanii, młodszą córkę króla Jakuba II i Anny Hyde, córki 1. hrabiego Clarendon. Jerzy i Anna mieli następujące dzieci:
- córka (poroniona 12 maja 1684 r.)
- Maria (2 czerwca 1685 – 8 lutego 1687)
- Anna Zofia (12 maja 1686 – 2 lutego 1687)
- dziecko (poronione w styczniu 1687 r.)
- syn (poroniony 22 października 1687 r.)
- dziecko (poronione 16 kwietnia 1688 r.)
- Wilhelm, książę Gloucester (24 lipca 1689 – 29 lipca 1700)
- Maria (ur. i zm. 14 października 1690)
- Jerzy (ur. i zm. 17 kwietnia 1692)
- córka (poroniona 23 kwietnia 1693 r.)
- dziecko (poronione 21 stycznia 1694 r.)
- córka (poroniona 18 lutego 1696 r.)
- dziecko (poronione 20 września 1696 r.)
- dziecko (poronione 21 września 1696 r.)
- córka (poroniona 25 marca 1697 r.)
- dziecko (poronione w grudniu 1697 r.)
- Karol (ur. i zm. 15 września 1698)
- córka (poroniona 25 stycznia 1700 r.)